# Astronauti Japonska

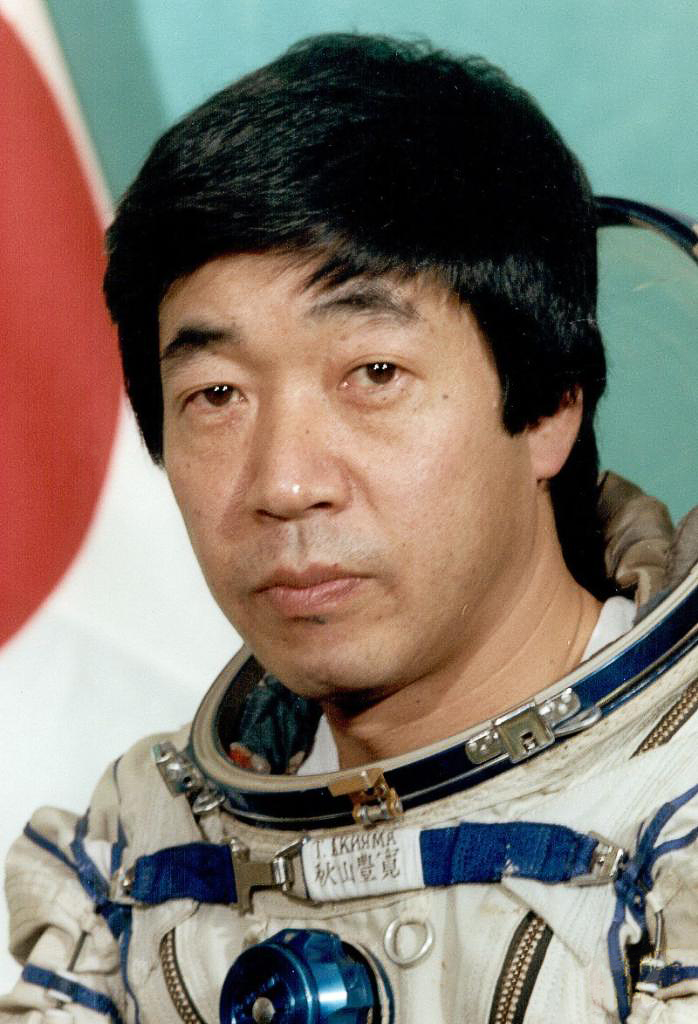
Prvním občanem Japonska, který se vydal do vesmíru, se v roce 1990 stal televizní novinář Akijama Tojohiro.

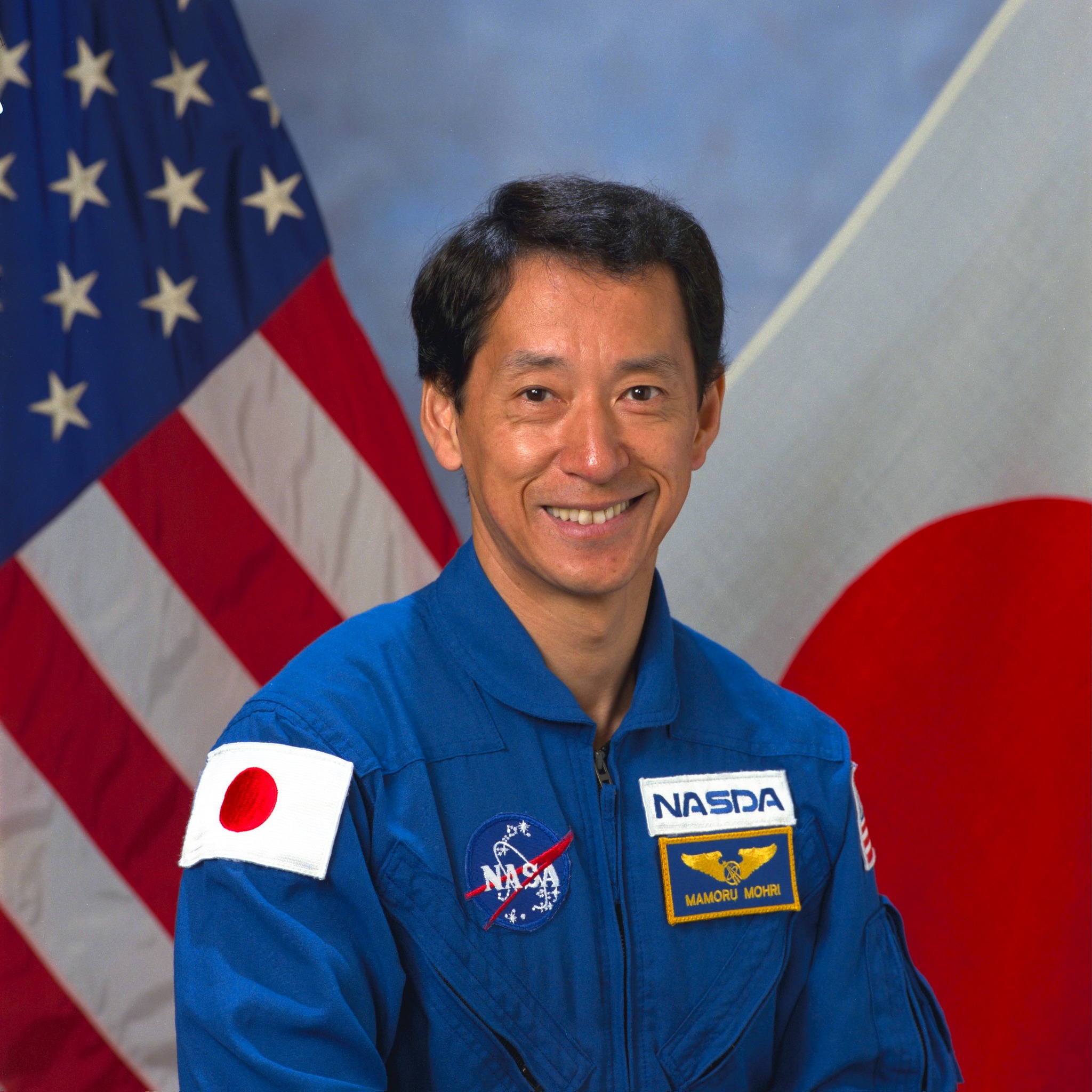
První japonský profesionální astronaut Mamoru Móri byl ve vesmíru poprvé v roce 1992.

Astronauti Japonska jsou lidé pocházející z Japonska, kteří prošli kosmonautickým výcvikem. Jsou čtvrtou největší národní skupinou mezi všemi kosmonauty a astronauty. Oddíl profesionálních astronautů působí ve struktuře národní vesmírné agentury JAXA a v současnosti má 6 členů a 2 kandidáty na astronauty v přípravě.

## Skupina astronautů NASDA pro lety v raketoplánech
Příběh letů japonských astronautů začal v roce 1979 americkou nabídkou na účast v programu vědeckých výzkumů v laboratoři Spacelab. Nabídka přinesla ovoce v roce 1984, když  NASDA – jeden z předchůdců později založené agentury JAXA – pro misi Spacelab-J stanovila vědecký program a zahájila výběr japonských účastníků letu. Ten vyvrcholil 20. června 1985 vyhlášením jmen tří nových astronautů, jimiž se stali Mamoru Móri, Takao Doi a Čiaki Naitóová. Každý z nich se dvakrát dostal do vesmíru na palubách amerických raketoplánů, jako první Móri s misí Spacelab-J původně plánovanýou na rok 1988, po havárii Challengeru a odložení letů však odsunutou až do roku 1992 (let STS-47).

## První japonský komerční astronaut
Prvním Japoncem ve vesmíru se však stal televizní novinář Tojohiro Akijama. Ruská agentura Glavkosmos zřízená v roce 1985 za účelem získávání komerčních partnerů pro sovětské kosmické lety, se 27. března 1989 dohodla s japonskou televizí TBS (Tokyo Broadcasting System) na týdenním letu novináře v kosmické lodi Sojuz na stanici Mir. Ze zaměstnanců televize byli vybráni dva kandidáti, vedle Akijamy také Rjóko Kikučiová, a v říjnu 1989 zahájili přípravu v Hvězdném městečku. Akijama svůj let v Sojuzu TM-11 absolvoval v prosinci 1990, Kikučiová se do vesmíru nikdy nepodívala.

## Astronauti NASDA (od roku 2003 JAXA) pro lety k ISS
NASA předpokládala japonský modul Kibó v plánované orbitální stanici Freedom, proto v roce 1992 NASDA rozšířila oddíl svých astronautů o Kóiči Wakatu. Když v roce 1996 zahájil výcvik pátý člen oddílu NASDA Sóiči Noguči, nebyla už připravovaným cílem stanice Freedom, ale Mezinárodní vesmírná stanice (ISS). A další tři astronauti byli pro práci na palubě ISS vybráni v roce 1999, krátce po skutečném zahájení budování stanice – byli jimi Satoši Furukawa, Akihiko Hošide a Naoko Suminová (později provdaná Jamazakiová). První z japonských astronautů navštívil ISS v říjnu 2000 (Wakata při misi STS-92).
Nedlouho po svém druhém letu v únoru 2000 opustil oddíl Mamoru Móri a v říjnu téhož roku se stal prvním ředitelem Národního muzea vznikajících věd a inovací Miraikan v Tokiu.
V roce 2003 byly dvě národní výzkumné a vývojové organizace působící v oblasti vesmírných aktivit (NAL založená v roce 1955 a ISAS založená v roce 1964) sloučeny s NASDA do nové národní vesmírné agentury JAXA. Do ní samozřejmě přešel také oddíl astronautů. Nedlouho poté, v roce 2004, byla Čiaki Mukaiová vyslána jako hostující profesorka na Mezinárodní vesmírnou univerzitu (ISU) ve Štrrasburku.
Pátý výběr astronautů byl zahájen v roce 2008, kdy se od dubna do června sešlo 963 přihlášek. JAXA výsledky oznámila 25. února 2009 a 1. dubna 2009 oddíl rozšířili civilní pilot Takuja Óniši a podplukovník vojenského letectva Kimija Jui. Začátkem září 2009 pak agentura dodatečně vybrala třetího nového člena oddílu astronautů, jímž se stal lékař Norišige Kanai. Vzápětí, k 13. září 2009, z oddílu JAXA odešel Takao Doi a zamířil do Úřadu OSN pro vesmírné záležitosti ve Vídni. Naoko Jamazakiová oddíl i agenturu opustila k 31. srpnu 2011, aby se mohla věnovat vědeckému poradenství.
Šestý a dosud poslední výběr JAXA vyhlásila před koncem roku 2021 a do 4. března 2022 přijímala přihlášky, jichž se sešlo 4 127. Jména dvou nových kandidátů na astronauty – Makoto Suwa a Aju Jonedaová – byla zveřejněna 28. února 2023 a oba se k JAXA oficiálně připojili 1. dubna 2023, Suwa ve svých 46 letech jako nejstarší z deseti finalistů výběru, Jonedaová v 26 letech naopak jako nejmladší.
K 1. červnu 2022 opustil oddíl astronautů Sóiči Noguči a oznámil, že se chce být dále aktivní ve výzkumu a rád by se zapojil do výcviku dalších generací astronautů.
Všech 11 astronautů JAXA, kteří uspěli v prvních pěti výběrech, absolvovalo nejméně jeden kosmický let, čtyři vesmír navštívili dvakrát, další dva absolvovali tři lety a rekordmanem je Kóiči Wakata s pěti dokončenými lety. Hned tři z japonských astronautů – Noguči, Hošide a Wakata – patří mezi pouhých 9 návštěvníků vesmíru, kteří své lety absolvovali ve 3 různých typech kosmických lodí. Z nich 7 navíc své lety zakončilo všemi třemi existujícími způsoby, přistáním na ranveji, na souši i do moře, přičemž prvenství Nogučiho v této disciplíně je zapsáno v Guinnessových světových rekordech.

## Další komerční astronauti
V roce 2004 se mezi vážnými zájemci o placený kosmický let, které ve spolupráci s ruskou agenturou Roskosmos zajišťuje společnost Space Adventures, objevil japonský podnikatel Daisuke Enomoto. Koncem roku 2005 podepsal dohodu a v březnu 2006 zahájil přípravu k letu. Měsíc před startem však byl ze zdravotních důvodů vyřazen z posádky a do vesmíru se tak nedostal.
Druhý let komerčního astronauta (vesmírného turisty) z Japonska – a ve skutečnosti hned dvou najednou – se tak odehrál v prosinci 2021. Miliardář Jusaku Maezawa a jeho asistent Jozo Hirano prostřednictvím Space Adventures získali místa v lodi Sojuz MS-20 a 11 dní pobývali pod velením ruského kosmonauta Alexandra Misurkina na Mezinárodní vesmírné stanici jako 20. návštěvní posádka. Maezawa se navíc chystá na další kosmický let, při kterém by se skupinou umělců měl v kosmické lodi Starship obletět Měsíc při asi šestidenní misi dearMoon.

## Přehled japonských astronautů

### Astronauti JAXA (do 2003 pod názvem NASDA)
| Jméno                         | V oddílu od     | Lety | Celkem ve vesmíru                                | Odchod z oddílu     |
| ----------------------------- | --------------- | --- | ------------------------------------------------ | ------------------- |
| Mamoru Móri                   | 20. června 1985 | STS-47, 1992 STS-99, 2000 | 19 dní, 4 hodiny a 10 minut                      | 2000                |
| Takao Doi                     | 20. června 1985 | STS-87, 1997 STS-123/ISS, 2008 | 31 dní, 10 hodin a 46 minut                      | 13. září 2009       |
| Čiaki Mukaiová (roz.Naitóová) | 20. června 1985 | STS-65, 1994 STS-95, 1998 | 23 dní, 15 hodin a 40 minut                      | srpen 2004          |
| Kóiči Wakata                  | 28. dubna 1992  | STS-72, 1996 STS-92/ISS, 2000 Expedice 18/19/20 (STS-119/ISS/STS-127), 2009 Expedice 38/39 (Sojuz TMA-11M/ISS), 2013/14 Expedice 68 (SpaceX Crew-5/ISS), 2022/23 | 504 dní, 18 hodin a 33 minut                     | 31. března 2024     |
| Sóiči Noguči                  | 29. května 1996 | STS-114/ISS, 2005 Expedice 22/23 (Sojuz TMA-17/ISS), 2009/10 Expedice 64/65 (SpaceX Crew-1/ISS), 2020/21                                                         | 344 dní, 9 hodin a 34 minut                      | 1. června 2022      |
| Satoši Furukawa               | 10. února 1999  | Expedice 28/29 (Sojuz TMA-02/ISS), 2011 Expedice 70 (SpaceX Crew-7/ISS), 2023/24                                                                                 | 366 dní, 12 hodin a 33 minut                     | aktivní             |
| Akihiko Hošide                | 10. února 1999  | STS-124/ISS, 2008 Expedice 32/33 (Sojuz TMA-05M/ISS), 2012 Expedice 65/66 (SpaceX Crew-2/ISS), 2021                                                              | 340 dní, 11 hodin a 10 minut                     | aktivní             |
| Naoko Jamazakiová             | 10. února 1999  | STS-131/ISS, 2010 | 15 dní, 2 hodin a 47 minut                       | 31. srpna 2011      |
| Kimija Jui                    | 1. dubna 2009   | Expedice 44/45 (Sojuz TMA-17M/ISS), 2015 Expedice 73 (SpaceX Crew-11/ISS), 2025                                                                                  | 141 dní, 16 hodin a 9 minut + 2. let dosud 9 dní | aktivní             |
| Takuja Óniši                  | 1. dubna 2009   | Expedice 48/49 (Sojuz MS-01/ISS), 2016 Expedice 73 (SpaceX Crew-10/ISS), 2025                                                                                    | 262 dní, 18 hodin a 52 minut                     | aktivní             |
| Norišige Kanai                | 12. září 2009   | Expedice 54/55 (Sojuz MS-07/ISS), 2017/18 | 168 dní, 5 hodin a 19 minut                      | aktivní             |
| Makoto Suwa                   | 1. dubna 2023   | dosud neletěl | dosud neletěl                                    | v základním výcviku |
| Aju Jonedaová                 | 1. dubna 2023   | dosud neletěla | dosud neletěla                                   | v základním výcviku |

V tabulce jsou kurzívou vyznačeny plánované lety, zeleným podbarvením pak současná přítomnost astronauta ve vesmíru. 

### Komerční astronauti
| Jméno            | Výcvik od   | Organizace       | Lety                              | Celkem ve vesmíru           | Pozn.                                           |
| ---------------- | ----------- | ---------------- | --------------------------------- | --------------------------- | ----------------------------------------------- |
| Tojohiro Akijama | říjen 1989  | TBS/Glavkosmos   | Sojuz TM-11/Mir/Sojuz TM-12, 1990 | 7 dní, 21 hodin a 54 minut  |                                                 |
| Rjóko Kikučiová  | říjen 1989  | TBS/Glavkosmos   | neletěla                          | neletěla                    | náhradnice Tojohira Akijamy                     |
| Daisuke Enomoto  | únor 2006   | Space Adventures | neletěl                           | neletěl                     | v srpnu 2006 odvolán z posádky lodi Sojuz TMA-9 |
| Jusaku Maezawa   | červen 2021 | Space Adventures | Sojuz MS-20                       | 11 dní, 19 hodin a 35 minut |                                                 |
| Jozo Hirano      | červen 2021 | Space Adventures | Sojuz MS-20                       | 11 dní, 19 hodin a 35 minut |                                                 |